# ترمونت (میسیسیپی)
ترمونت (به انگلیسی: Tremont) شهرکی در ایالت میسیسیپی کشور ایالات متحده آمریکا است که جمعیت آن در سرشماری سال ۲۰۱۰ میلادی، ۴۶۵
نفر بوده‌است.